# يوهان كاسبار فون ستاديون
يوهان كاسبار فون ستاديون (بالألمانية: Johann Kaspar von Stadion) (و. 1567 – 1641 م) هو سياسي، توفي عن عمر يناهز 74 عاماً.

## مناصب
تولى منصب سيد فرسان تيوتون الأكبر ‏ (1641–1662)
.
| المناصب السياسية              | المناصب السياسية                     | المناصب السياسية                      |
| ----------------------------- | ------------------------------------ | ------------------------------------- |
| سبقه يوهان يوستاخ فون وسترناخ | سيد فرسان تيوتون الأكبر ‏ 1641 - 1662 | تبعه أرشيدوق ليوبولد فيلهلم من النمسا |